# Kajsa Ollongren
Karin Hildur (Kajsa) Ollongren (ur. 28 maja 1967 w Lejdzie) – holenderska polityk, urzędnik państwowy i działaczka samorządowa, w 2017 pełniąca obowiązki burmistrza Amsterdamu, od 2017 do 2019 wicepremier oraz minister spraw wewnętrznych, następnie do 2020 minister bez wyznaczonych obowiązków, w latach 2020–2022 ponownie minister spraw wewnętrznych i następnie również wicepremier, od 2022 do 2024 minister obrony.

## Życiorys
Córka profesora Alexandra Ollongrena i jego szwedzkiej żony Gunvor Lundgren. Ukończyła szkołę średnią w Oegstgeest. W latach 1985–1991 studiowała ekonomię, a następnie historię na Uniwersytecie Amsterdamskim. Kształciła się również w paryskiej École nationale d'administration.
W latach 90. zaangażowała się w działalność polityczną w ramach Demokratów 66, była kandydatką tej partii w wyborach do Tweede Kamer. Od 1992 pracowała w ministerstwie spraw gospodarczych. W latach 2001–2004 była dyrektorem departamentu integracji europejskiej i strategii, następnie do 2007 zastępczynią dyrektora generalnego tego resortu. W latach 2007–2011 pełniła funkcję zastępczyni sekretarza generalnego, a następnie do 2014 sekretarza generalnego ministerstwa spraw ogólnych.
W czerwcu 2014 weszła w skład zarządu miejskiego w Amsterdamie jako wethouder do spraw gospodarczych, portu morskiego i lotniczego, kultury, sztuki, mediów i zagospodarowania centrum miasta. We wrześniu 2017 objęła obowiązki burmistrza Amsterdamu, gdy Eberhard van der Laan ustąpił ze stanowiska z uwagi na stan zdrowia.
W październiku 2017 została wicepremierem oraz ministrem spraw wewnętrznych w trzecim rządzie Marka Rutte. 1 listopada 2019 przekazała swoje obowiązki innym członkom rządu, pozostając ministrem bez wyznaczonego zakresu obowiązków. Wynikało to z wymuszonego komplikacjami zdrowotnymi dłuższego zwolnienia lekarskiego. W kwietniu 2020 powróciła do pełnienia funkcji ministra spraw wewnętrznych. W maju tegoż roku ponownie objęła też urząd wicepremiera. Oba stanowiska zajmowała do stycznia 2022, w utworzonym wówczas czwartym rządzie dotychczasowego premiera została natomiast ministrem obrony. Funkcję tę pełniła do lipca 2024.

## Życie prywatne
Jest jawną lesbijką, zawarła związek małżeński ze swoją partnerką Irene van den Brekel.